# X Cuerpo de Ejército (Bando republicano)
El X Cuerpo de Ejército fue una formación militar perteneciente al Ejército Popular de la República que luchó durante la Guerra Civil Española. Durante la contienda estuvo desplegado en los frentes de Aragón, Segre y Cataluña.

## Historial
La unidad fue creada en junio de 1937, en el seno del Ejército del Este. Cubría la línea del frente que iba desde la frontera francesa hasta la sierra de Alcubierre, con su cuartel general en Barbastro. Durante los siguientes meses algunas de sus fuerzas intervinieron en las ofensivas de Huesca (junio), Zaragoza (agosto) o Biescas (septiembre-octubre), las cuales, sin embargo, no dieron los frutos apetecidos: tanto Huesca como Jaca permanecieron en manos de las fuerzas franquistas.
En la primavera de 1938, durante la campaña de Aragón, el X Cuerpo de Ejército tuvo un mal desempeño. Desde el primer momento sus fuerzas retrocedieron ante el empuje enemigo, particularmente la 31.ª División, cuya retirada —que acabaría convirtiéndose en una desbandada— dejó desprotegido el flanco sur de la 43.ª División. A comienzos de abril el X Cuerpo de Ejército, tras una larga retirada, mantenía sus posiciones en la línea defensiva del río Segre. Algunos elementos de su 34.ª División intervinieron en la ofensiva de Balaguer, a finales del mes de mayo. Al comienzo de la campaña de Cataluña el X Cuerpo de Ejército seguía cubriendo la línea del Segre. Sus efectivos ofrecieron resistencia al asalto franquista, si bien a comienzos de 1939 la formación se vio obligada a retirarse hacia la frontera francesa junto al resto del Ejército del Este.

## Mandos
Comandantes
- coronel de infantería José González Morales;[6]
- teniente coronel de infantería Juan Perea Capulino;
- comandante de infantería Miguel Gallo Martínez;[7]
- teniente coronel de infantería Rafael Trigueros Sánchez-Rojas;[8]
- mayor de milicias Gregorio Jover Cortés;[9][10]

Comisarios
- Julián Borderas Pallaruelo, del PSOE;[11]
- Gregorio Villacampa Gracia, de la CNT;
- Juan Manuel Molina, de la CNT;[12]

Jefes de Estado Mayor
- coronel de Estado Mayor Joaquín Alonso García;
- comandante de Estado Mayor Pascual Miñana de la Concepción;[13]
- comandante de infantería Magín Doménech Pujol;[n. 2]
- comandante de infantería Enrique López Pérez;[9]

## Orden de Batalla
| Fecha                   | Ejército adscrito | Divisiones integradas | Frente de batalla |
| Junio de 1937           | Ejército del Este | 28.ª, 29.ª y 43.ª     | Aragón            |
| 17 de julio de 1937     | Ejército del Este | 28.ª, 43.ª y 31.ª     | Aragón            |
| Diciembre de 1937       | Ejército del Este | 43.ª y 31.ª           | Aragón            |
| Mayo de 1938            | Ejército del Este | 24.ª y 34.ª           | Segre             |
| 3 de septiembre de 1938 | Ejército del Este | 31.ª y 55.ª           | Segre             |
| 27 de diciembre de 1938 | Ejército del Este | 32.ª, 55.ª y 31.ª     | Segre             |
| 2 de enero de 1939      | Ejército del Este | 32.ª, 34.ª y 55.ª     | Segre             |